# Abax iowensis
Abax iowensis är en skalbaggsart som beskrevs av Hendrik Freitag. Abax iowensis ingår i släktet Abax och familjen jordlöpare. Inga underarter finns listade i Catalogue of Life.